# Oxyomus thailandicus
Oxyomus thailandicus är en skalbaggsart som beskrevs av Masumoto 1991. Oxyomus thailandicus ingår i släktet Oxyomus och familjen Aphodiidae. Inga underarter finns listade i Catalogue of Life.